# 진 여공 (약)
진 여공(陳 厲公, ? ~ 기원전 700년, 재위: 기원전 706년 ~ 기원전 700년)는 중국 춘추 시대 진(陳)나라의 14대 임금으로, 휘는 약(躍)이다. 환공(桓公)의 아들이다. 사기의 저자 사마천(司馬遷)은 진 여공을 진후 타(陳侯佗)로 착각하여, 여공 약(厲公 躍)은 이공(利公)이라는 시호로 기록을 하였다.

## 사적

### 즉위
기원전 706년 8월, 채(蔡)나라 사람들이 타(佗)를 시해하고 여공을 옹립하였다.

### 진완의 점괘
여공 2년(기원전 705), 아들 완(完)을 낳았다. 마침 주(周)나라 태사(太史)가 진나라를 들르니 《주역》을 이용하여 완의 점을 쳐보게 하였는데, 관괘(觀卦)가 비괘(否卦)로 변한다고 하였다. 태사가 말하였다.
| “ | 이는 아이가 나라의 광채를 보게 되는 것이니, 왕께도 이득이 있을 것입니다. | ” |

| “ | 이 아이가 진나라를 다스리겠습니까? | ” |

| “ | 아닙니다. | ” |

| “ | 그럼 다른 나라를 다스립니까? | ” |

| “ | 복록이 아이에게 있는 것이 아니라, 자손에게 있습니다. 만일 다른 나라에 있다면, 반드시 강성(姜姓)일 것입니다. 강성은 태악(太嶽)의 후손입니다. 그런데 세상의 이치란 두 존재가 함께 흥할 수 없는 법이니, 진나라가 쇠하면 이 아이가 흥하지 않겠습니까? | ” |

### 죽음
여공 7년(기원전 700), 채나라 사람들에게 시해되었다. 동생 임(林)이 뒤를 이었다.
| 전임 숙부 타 | 제14대 진나라의 후작 기원전 706년 ~ 기원전 700년 | 후임 동생 장공 임 |